# Gordonsville (Tennessee)
Gordonsville és una població dels Estats Units a l'estat de Tennessee. Segons el cens del 2000 tenia 1.066 habitants.

## Demografia
Segons el cens del 2000, Gordonsville tenia 1.066 habitants, 446 habitatges, i 312 famílies. La densitat de població era de 59,6 habitants/km².
Dels 446 habitatges en un 30,7% hi vivien nens de menys de 18 anys, en un 56,5% hi vivien parelles casades, en un 11,7% dones solteres, i en un 30% no eren unitats familiars. En el 28,3% dels habitatges hi vivien persones soles el 13,2% de les quals corresponia a persones de 65 anys o més que vivien soles. El nombre mitjà de persones vivint en cada habitatge era de 2,39 i el nombre mitjà de persones que vivien en cada família era de 2,92.
Per edats la població es repartia de la següent manera: un 24% tenia menys de 18 anys, un 7,5% entre 18 i 24, un 31,3% entre 25 i 44, un 22% de 45 a 60 i un 15,2% 65 anys o més.
L'edat mediana era de 38 anys. Per cada 100 dones de 18 o més anys hi havia 83,7 homes.
La renda mediana per habitatge era de 36.842 $ i la renda mediana per família de 45.250 $. Els homes tenien una renda mediana de 29.688 $ mentre que les dones 21.442 $. La renda per capita de la població era de 16.299 $. Entorn del 10,1% de les famílies i l'11,6% de la població estaven per davall del llindar de pobresa.

## Poblacions més properes
El següent diagrama mostra les poblacions més properes.